# اتحادیه قبایل ماد
اتحادیه قبایل ماد در آغاز قرن نهم پ. م. تشکیلات میان قبیله‌ای بخشی از مردم ایران بود که علیه یک دشمن خارجی بنام آشور تأسیس یافت. البته تمام قبیله‌های مادی جزو این اتحادیه نشدند؛ مانند قبیله مادای. تاسیس اتحادیه مزبور در مبارزه علیه تهاجم آشوریان در سال ۸۳۴ (پیش از میلاد) تشکیل و در سال ۷۸۸ (پیش از میلاد) خاتمه یافت. در اینکه کدام یک از قبایل ایرانی جزو اتحادیهٔ مزبور بوده‌اند، از منابع آشوری اطلاعی بدست نمی‌توان آورد؛ زیرا آشوریان غالباً از تقسیمات قبیله‌ای نواحی‌ای که عرصهٔ لشکرکشی‌های ایشان بوده‌است، خود نیز اطلاعی نداشته‌اند. این منابع فقط از مادها چون واحدی کامل یاد می‌کنند و حال آنکه خاک آن‌ها به نواحی کوچک و مستقلی که در همان منابع مشروحاً نام برده شده‌است تقسیم می‌شده است.

## اعضای اتحادیهٔ ماد

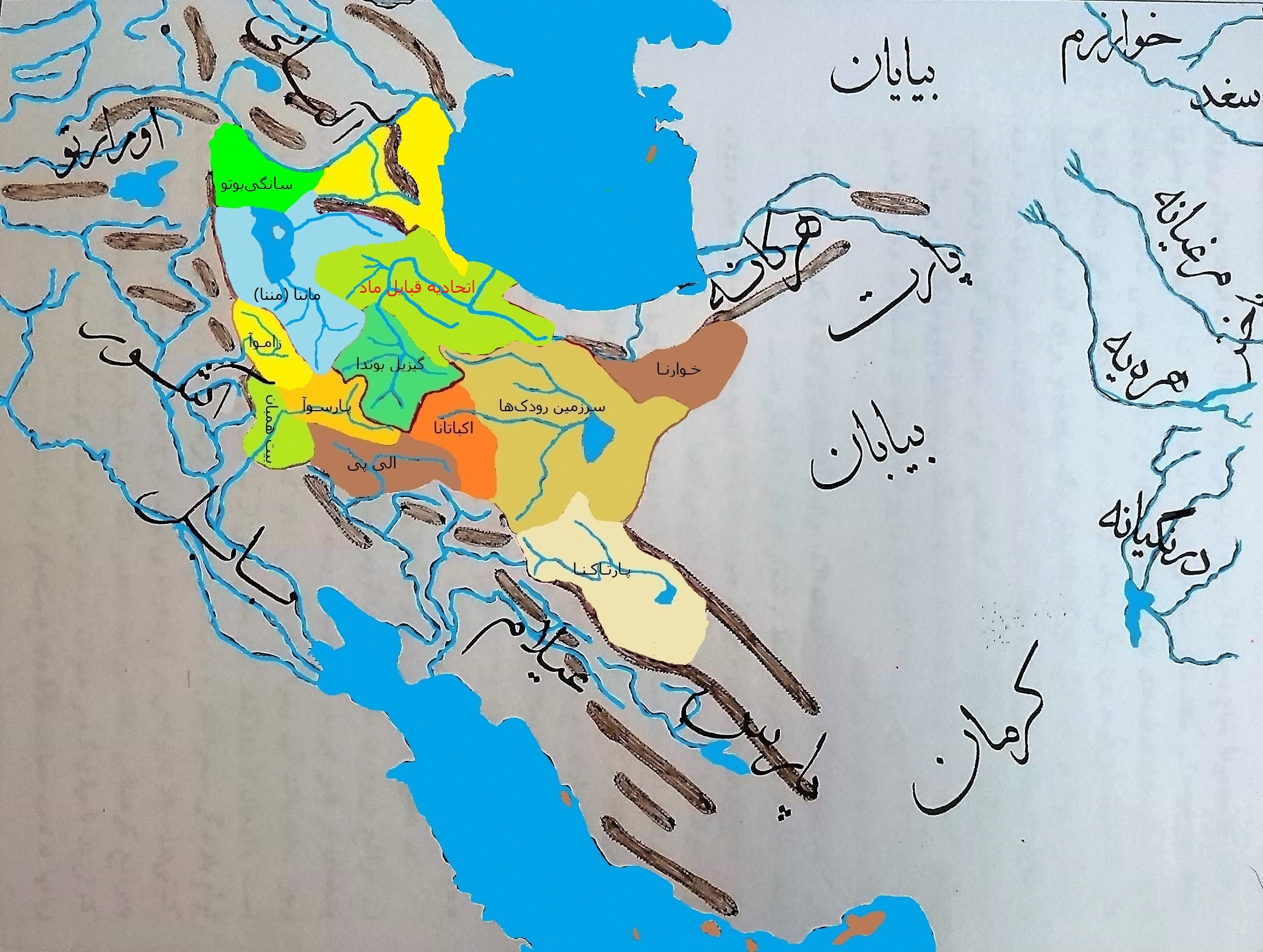
نقشه سرزمین اتحادیه قبایل

همهٔ قبایل ایرانی جزو اتحادیهٔ قبایل نبودند و به همین سبب آشوریان برخی از ایشان را بنام مادای نمی‌خواندند. پهنهٔ خاکی که مشمول این اصطلاح می‌گردیده نوسانات مهمی کرده بود و ظاهراً این خود مطابق با تغییراتی بود که در ترکیب واقعی اتحادیهٔ قبایل صورت می‌گرفت.
نحوهٔ یادآوری آشوریان از مادها و اینکه همواره صفت مادهای نیرومند را دربارهٔ ایشان بکار می‌بردند نشان می‌دهد که اتحادیهٔ قبایل ماد مجموعاً عاملی را تشکیل می‌داده که آشوریان ناگزیر از آن حساب می‌بردند. بنابراین ناگزیریم که وجود اتحادیهٔ قبایل ماد را امری مسلّم بشماریم. نیروی ایشان هم در وجود همین اتحاد بود زیرا از لحاظ اقتصادی چندان مقتدر نبودند. در پایان قرن ششم پ.م. هنوز ارتش ماد از مردم جدا نشده بود. اصطلاح کاره که در سنگ‌نبشته بیستون بکار رفته هم به معنی لشکر است و هم به معنی مردم سلحشور و ظاهراً داوطلبان جنگجوی قبایل. به گفته هرودوت - ۱/۱۰۳ - در قرن هشتم پیش از میلاد تقسیم‌بندی ارتش ماد از روی وابستگی قبیله‌ای بود نه نوع سلاح. 
در قلمرو اتحادیه قبایل ماد افراد جامعه به‌طور کلی به دامداری اشتغال داشتند، گرچه از زراعت که برپایهٔ آبیاری مصنوعی نیز اطلاع داشتند. پرورش اسب اهمیت خاصی داشت. هرودوت - ۱/۹۶، ۹۸ - در عهد خود خصوصیات جامعهٔ ماد را در قرن هشتم پیش از میلاد نیک وصف کرده‌است. دهکده‌ها و نقاط مسکون تا اندازه‌ای جنبهٔ عشیرتی داشت، ولی دژها محل تمرکز ساکنان هر جا و اکثر موارد مقرّ فرمانفرمایان بود. دژهای مزبور برای جنگ خانگی بود نه برای دفاع در مقابل ارتش آشور. مسلماً در این‌گونه جوامع پیداست در جنگ‌ها اسیر می‌گرفتند و اسیران را بردهٔ خویش می‌ساختند و تجزیهٔ جامعه به توانگر و مستمند در جامعه پدرشاهی ماد آغاز گشته بود. با گذشت زمان جامعه مزبور بی‌بندوبارتر می‌شد مع‌هذا اکثر مردم آزاد و سلحشور مسلوب‌الحق نبودند؛ هر رئیس خانواده‌ای سپاهی و عضو مجلس و ارتش ملّی بود. مجموع این شرایط باعث شد که مادهای عضو اتحادیه قبایل ماد در قرن‌های هشتم و هفتم پ.م. از جنگیان و سواران و پیادگان دلیر و فداکار باشند. هنوز سازمان ایشان تا حدی از آزادی بهره داشت و اعضای آن متفق بودند. ستم‌دیدگان، بردگان و کشاورزان ستم کشیده سرزمین‌های استثمار شدهٔ آشور متوجه ایشان بود.

### پیدایش دولت در سرزمین ماد
ماننا چندان نیرومند نبود که اتحادیه قبایلی ماد را در زیر لوای قدرت خویش متحد سازد و نه تنها از تجاوزات اورارتو بلکه از لشکرکشی‌های آشوریان نیز به خاک ماد ممانعت به عمل آورد. مرحلهٔ رونق و پیشرفت اتحادیهٔ ماد مصادف با دوران مبارزهٔ شدید ماننا علیه اورارتو بود یعنی تا آغاز تجاوز جدید آشور دوام داشت. بر اثر تفوق آشور به زیان اورارتو، ماننا توانست قد راست کند ولی این تفوق خطری بسیار جدی برای اتحادیهٔ قبایل ماد ایجاد کرد که ماننا در آن زمان به رفع آن قادر نبود.
از آغاز جلوس تیگلت پیلسر سوم بر تخت سلطنت آشور، دوران سخت تجاوزات جدید آشوریان به سرزمین اتحادیهٔ قبایل ماد شروع شد. تجاوزات منجر به شکست اورارتوییان و به رونق موقت دولت ماننا که در آن زمان متحد آشوریان محسوب می‌شد، کمک کرد. منابع آشوری اسامی ده‌ها تن از امیران سرزمین ماد را یاد می‌کنند، ولی هیچ‌یک از ایشان در میان دیگران شاخص نشد.
بعدها دو دورهٔ تجاوزات آشور - اولین دورهً لشکرکشی از سال ۸۳۴ تا ۷۸۸ و دومین دورهً لشکرکشی از سال ۷۴۴ تا ۶۷۸ پ.م. - در روایات شفاهی و فرهنگ عامه به صورت تجاوز واحدی درآمد و با نام شخصیت و سیمای زنی جنگاور - ملکه سمیرامیس - مربوط گشت.

## گزارش هرودوت
در روایات مادی این نکته به وضوح تمام محفوظ مانده‌است که پس از تعرضات آشور دوران استقلال ماد آغاز شد که به هر تقدیر بر تأسیس شاهنشاهی ماد مقدم بود. این روایت را هرودوت چنین می‌نویسد:
| آشوریان در طی ۵۵۰ سال در آسیای‌علیا حکمرانی کردند؛ و نخست مادها از اطاعت آشوریان سرپیچیدند و بخاطر آزادی خویش با آشوریان جنگیدند و ظاهراً مردانگی‌ها کردند و خود را از قید اسارت آزاد نمودند پس از آن دیگر اقوام به ایشان تأسی کردند … میان مادی‌ها مرد خردمندی وجود داشت بنام دیوک پسر فرائورت این دیوک عاشق حکومت انفرادی بود و به شرح زیر عمل کرد: مادی‌ها - در آن زمان - در دهکده‌ها می‌زیستند. او پیشتر هم در ده خویش محترم بود بهتر و بیشتر از پیش عدالت را مرعی داشت و حال آنکه در سراسر خاک ماد بی‌قانونی حکمفرما بود. مادی‌های ساکن دهکدهٔ دیوک چون رفتار او را دیدند به داوریش برگزیدند … و چون دزدی و بی‌قانونی در دهکده‌ها از پیش بیشتر شد، مادی‌ها در یک جا گرد آمدند و نطق‌ها ایراد کردند و از ماجرا سخن گفتند تا از یکدیگر را راضی کنند که از قدرت سلطنتی اطاعت کنند. |

در این مورد جریانی پیچ در پیچ و طولانی، به شکل ساده‌لوحانه، در تاریخ دوران زندگی و فعالیت شخصی واحد مجسم گشته، مع‌هذا وضع جامعهٔ مزبور قبل از ایجاد دولت در این تجسم به‌نحوی که به حقیقت نزدیک است نشان داده شده‌است.
دهکده‌های مستقل، تفاوت در سطح مالی افراد، مبارزهٔ همه بر ضد همه، دزدی اموال، وجود مأمورانی که هنوز انتخابی بودند، ولی در آن عهد به ایجاد قدرت سلطنت تمایل داشتند، اجتماعات مردم و غیره.
تصویری که هرودوت پدر تاریخ رسم کرده به بهترین وجهی با بخشی از تاریخ ماد مطابقت دارد و آن سال‌های بعد از پایان حاکمیت آشوریان در سال ۷۸۸ پ. م؛ و قبل از ایجاد دولت ماد می‌باشد و به نظر می‌رسد که به نکتهٔ فوق توجه نشده‌است.
دوره‌ای که هرودوت به شرح آن پرداخته، محتملاً دورهٔ ماقبل آغاز فتوحات جدید آشور در سال ۷۴۴ پ.م. بوده که در روایات شفاهی فراموش شده و در ذهن مادی‌های زمان هرودوت که این حکایت را برای وی نقل کردند با زمان تجاوزات آشور در عهد سمیرامیس مخلوط گشته‌است. در رویات مادی این نکته به وضوح تمام محفوظ مانده‌است که پس از تعرضات آشور دوران استقلال مادی‌ها آغاز شد که به هر تقدیر بر تأسیس شاهنشاهی ماد مقدم بود. این روایت را هرودوت برای ما محفوظ داشته‌است و کتسیاس نسز با تحریفاتی نقل می‌نماید.
هرودوت چنین می‌نویسد:

### اعضای اتحادیه به قلم هرودوت
برای تعیین قبایل عضو اتحادیه ماد باید به کلام هرودوت متوسل شد. او می‌گوید که مادها به شش قبیله تقسیم می‌شدند. البته هرودوت پس از تأسیس پادشاهی ماد، از شش قبیله مادی نام می‌برد و محتملا پیش از تأسیس پادشاهی ماد همهٔ قبایل مذکور اصالتاً مادی نبودند.
- بوسیان
- پارتاکنیان
- استروکاتیان
- آریزانتیان
- بودیان
- مغان[۱۳]

از میان اینان نام یک قبیله یعنی پارتاکنیان که در ناحیهٔ اصفهان کنونی و جهت شرقی آن زندگی می‌کردند نامی است که ریشهٔ آن به‌وضوح آریایی می‌باشد و در آسیای میانه هم شنیده شده‌ است .اما راجع به قبایل دیگر ماد، نام آریزانتیان اشتقاق روشن آریایی دارد؛ و ظاهراً باید کلمهٔ ایرانی آریا زنتو باشد.

## وضعیت سیاسی ماد
وضع سرزمین اتحادیه قبایل ماد در آغاز سال ۷۰۰ پ.م. بدینگونه بود که بخش اعظم ماد مرکزی یا قسمت علیای درهٔ قزل اوزن و ناحیهٔ همدان تا قزوین و به طریق اولیٰ نواحی غرب آنجا را، آشوریان جزو پادشاهی خویش ساخته و به چند ایالت زیر تقسیم کردند:
- زاموآ: شمال استان سلیمانیه
- پارسوآ: ناحیهٔ علیای رود دیاله که پایتخت آن دژ نیکور بود.
- کیشه‌سو: که مرکز آن دژی بود به همین نام.[۱۴]
- مادا:، بخش علیای رود قزل‌اوزن به معنی بسیار محدود. محتملا پایین‌تر از کیشه‌سو در مسیر رود قزل‌اوزن. حدس زده می‌شود بخشی از آن اراضی که جزو قلمرو دیاکو بوده به‌طور رسمی ماد نامیده می‌شده‌است.
- ساپاردا: که پیشتر بخشی از خارخار بود و محتملا در جنوب خط قزوین - زنجان قرار داشت. لوحی از گردنه ساپاردا سخن می‌گوید، از اینجا چنین مستفاد می‌گردد که ساپاردا در محلی کوهستانی قرار داشته‌است.
- خارخار: که مرکز آن دژی بود به همین نام در مغرب همدان و رسماً کارشاروکین نیز نامیده می‌شده.
- بیت کاری: (ناحیهٔ همدان کنونی)
- آراپخا: که مرکز آن شهر آراپخا یا کرکوک کنونی بود و ظاهراً بخشی از ناحیهٔ پیشین نامار و حتی ناحیهٔ شرقی درهٔ دیاله را شامل می‌گشت.
- بیت همبان: در مغرب استان کرمانشاه کنونی.

با اینحال، به استثنای نواحی زاموآ و پارسوآ و آراپخا که آشوریان در آنجا کاملاً استوار شده بودند و در آغاز قرن هشتم پ.م. عدّهٔ کثیری بیگانه در آن می‌زیستند قدرت آشوریان در نواحی دیگر ماد نسبتاً ضعیف بود. فرمانروایی ایشان بسته به چند قلعه بود که توسط سوریان و فلسطینیان و بابلیان مسکون گشته بود و در اطراف دژها قدرت واقعی در دست پیشوایان و خداوندان دهکده‌ها که بیشترشان به عشیرت‌ها و خاندان‌های پیشین پیشوایان منتسب بودند، قرار داشت؛ و آشوریان به زور سلاح و لشکرکشی می‌توانستند از مردم مالیات وصول کنند.
در جنوب نواحیی که مطیع آشور گشته بودند، الی‌پی قرار داشت که پادشاهی کوچک و نیمه مستقل و دورتر بسوی جنوب در کشور عیلام قرار داشت.
در مشرق نواحی مسخرهٔ آشور سرزمین اتحادیهٔ قبایل ماد قرار داشت که مسخّر آشور نگشته بودند. در این دهکده‌ها پیشوایانی بنام خداوندان دهکده‌ها وجود داشت. بخش قابل ملاحظه‌ای از این نواحی را صحرانشینانی که اسب می‌پروردند و بر روی هم از لحاظ اقتصادی به مراتب از نواحی غربی‌تر ماد عقب‌تر بودند اشغال کرده بودند.
در غرب مسلماً ماننا از لحاظ پیشرفت و تکامل در میان همه قبایل ایرانی مقام اول را حائز بود.

## نگارخانه

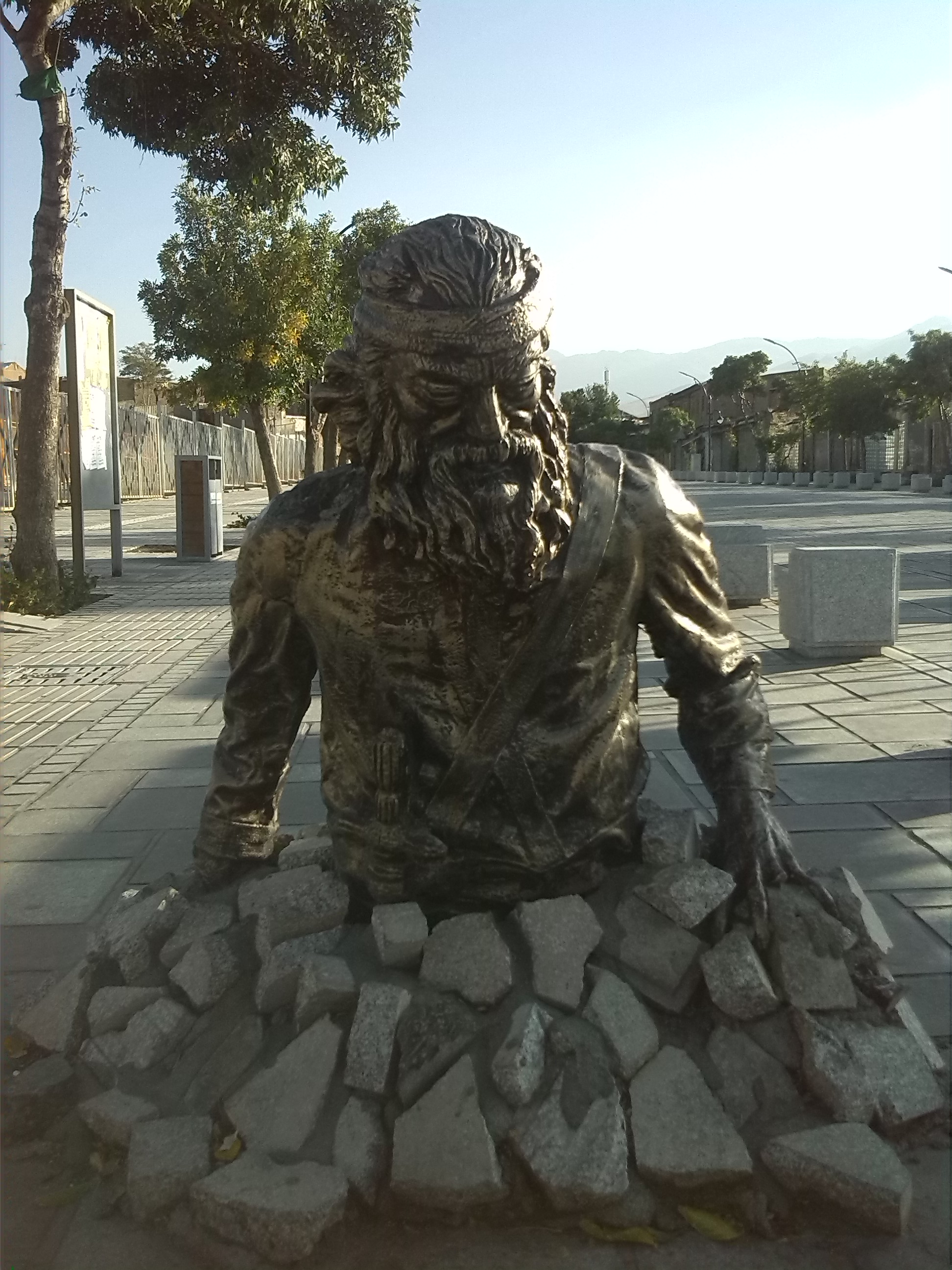
جنگجوی ماد
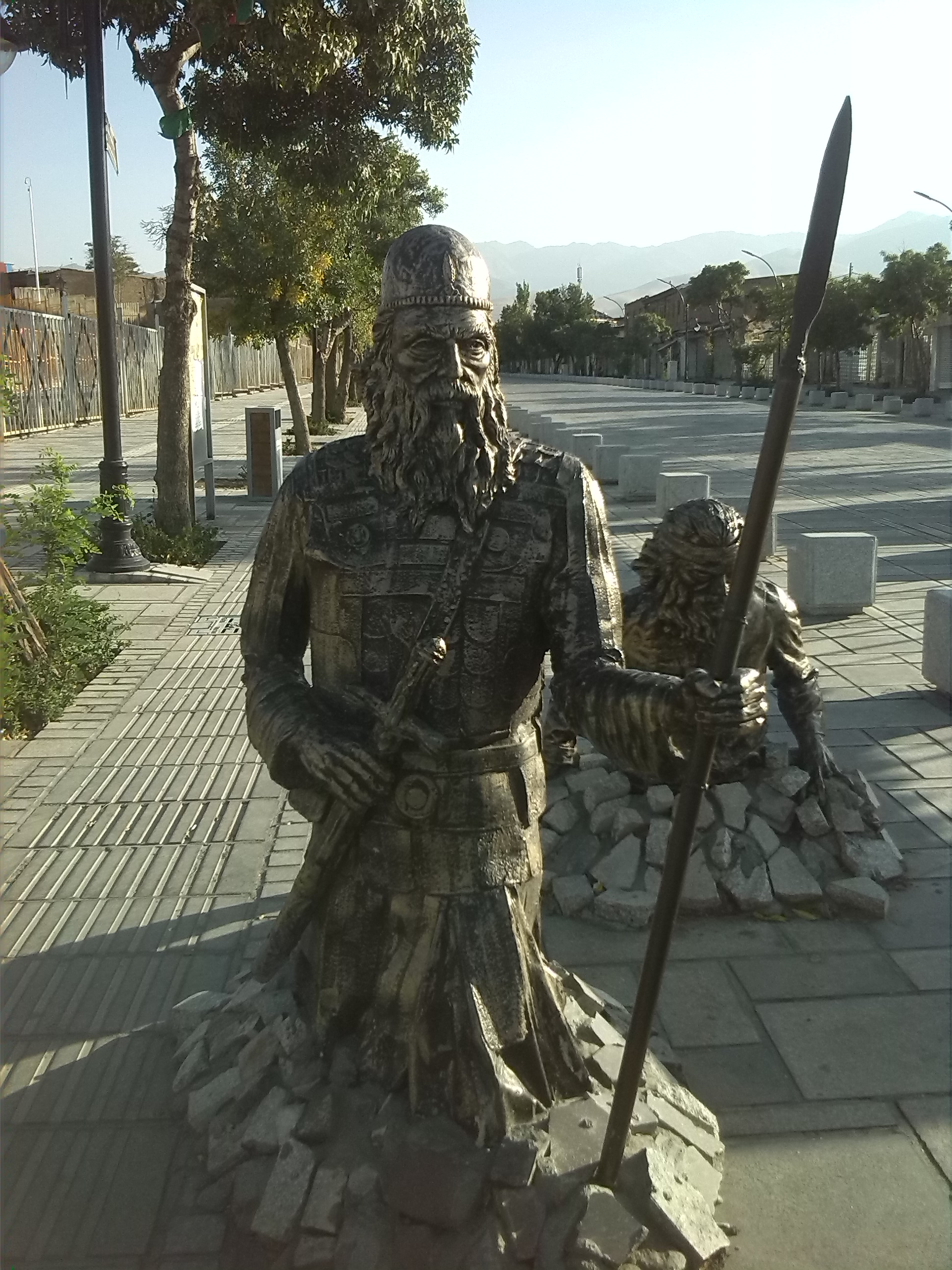
فرمانده مادی
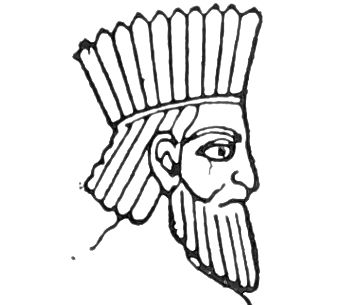
پیشوایی اسیر از نقش بر جسته آنوبانی نی
مادهای اسیر توسط آشوریان
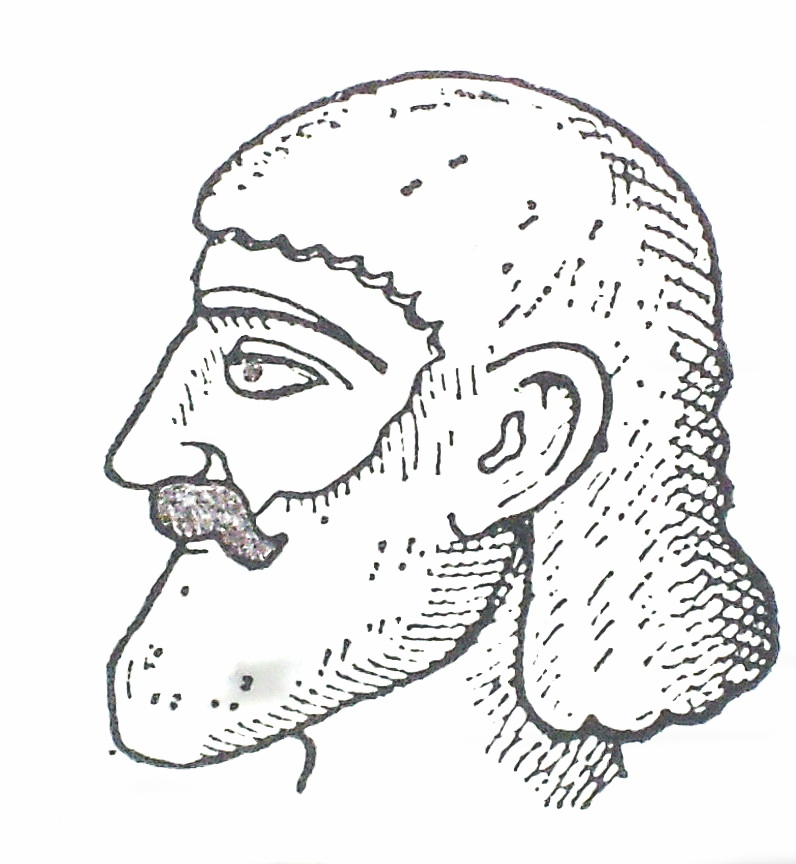
فرورتیش دوم از ماد، از سنگ نبشته بیستون. ۵۰۰ پ.م.
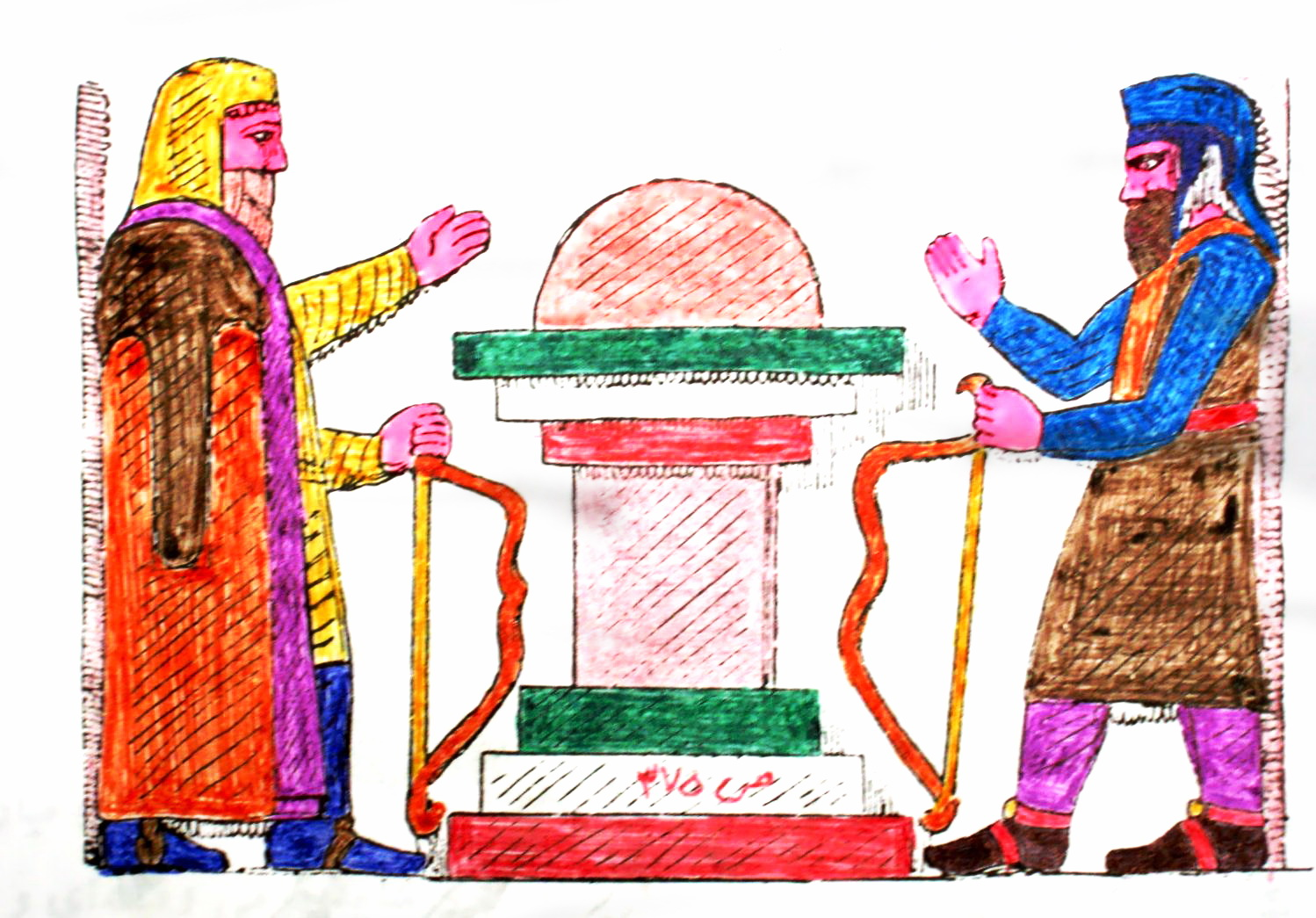
نقش برجسته صخره قزقاپان